# Xã Paradise, Quận Crawford, Iowa
Xã Paradise (tiếng Anh: Paradise Township) là một xã thuộc quận Crawford, tiểu bang Iowa, Hoa Kỳ. Năm 2010, dân số của xã này là 252 người.